# Clientis Entlebucher Bank

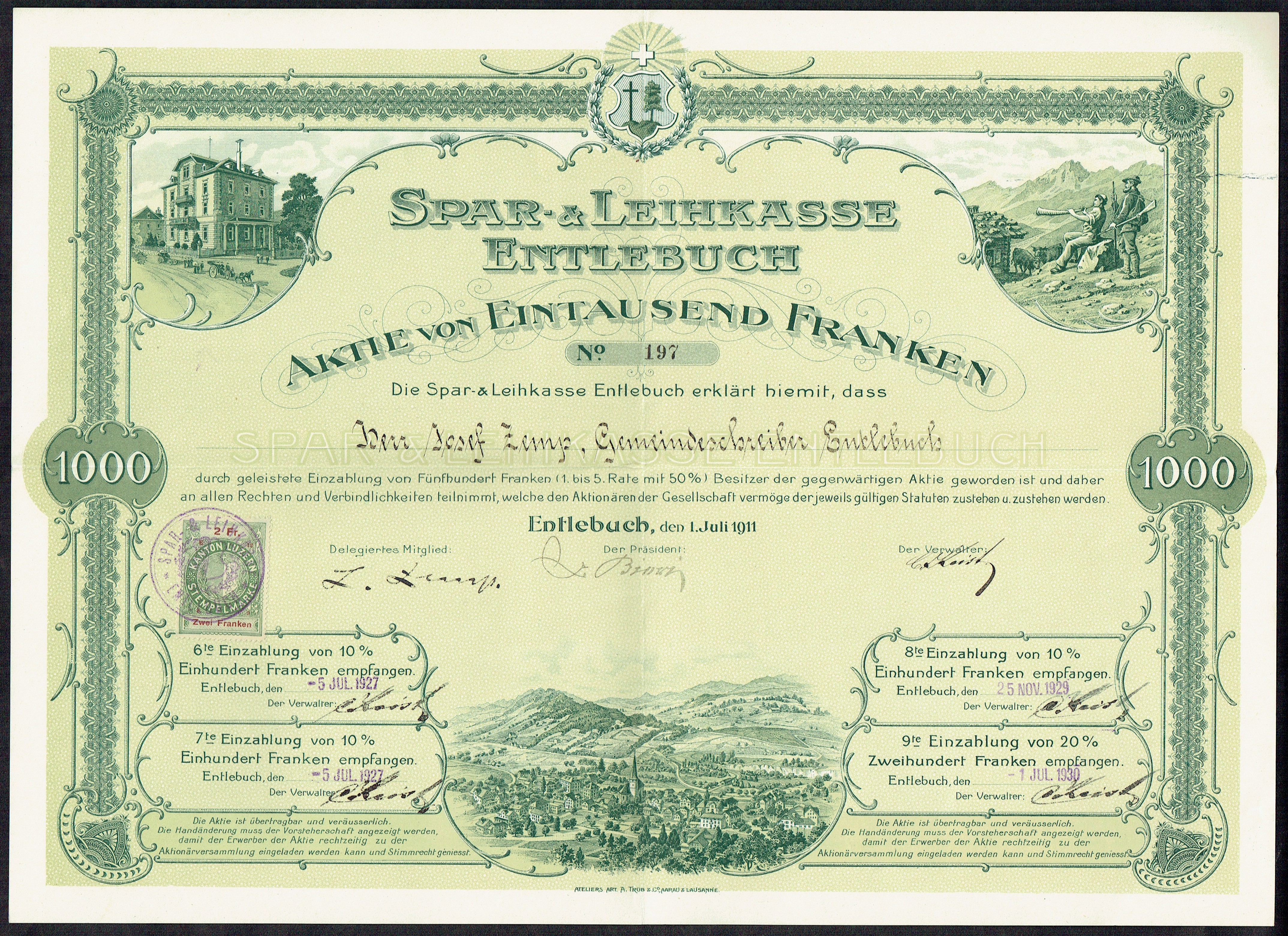
Aktie über 1000 Franken der Spar- & Leihkasse Entlebuch vom 1. Juli 1911.

Die Clientis Entlebucher Bank AG mit Sitz in Schüpfheim ist eine im Entlebuch verankerte Schweizer Regionalbank. Sie ging 1994 aus dem Zusammenschluss der drei Entlebucher Regionalbanken, Volksbank Schüpfheim, Sparbank Escholzmatt AG und Spar- und Leihkasse Entlebuch, hervor. Neben ihrem Hauptsitz verfügt die Bank über Standorte in Entlebuch, Escholzmatt, Malters und Marbach.
Ihr Tätigkeitsgebiet liegt traditionell in den Bereichen Hypothekarfinanzierungen, Zahlen, Anlegen und Vorsorge, Private Banking sowie Bankgeschäfte mit kleinen und mittleren Unternehmen.
Die Clientis Entlebucher Bank AG ist als selbständige Regionalbank der Entris Holding AG angeschlossen. Innerhalb der Entris Holding AG gehört sie zur Teilgruppierung der Clientis Banken.